# As If It's Your Last
«As If It's Your Last» (en hangul, 마지막처럼), es un sencillo del grupo surcoreano Blackpink. Fue publicado el 22 de junio de 2017 por YG Entertainment y distribuido por Genie Music. La canción fue un éxito comercial, posicionándose en el primer puesto de World Digital Songs de Billboard y ubicándose en el tercer puesto de Gaon Digital Chart.

## Antecedentes y lanzamiento

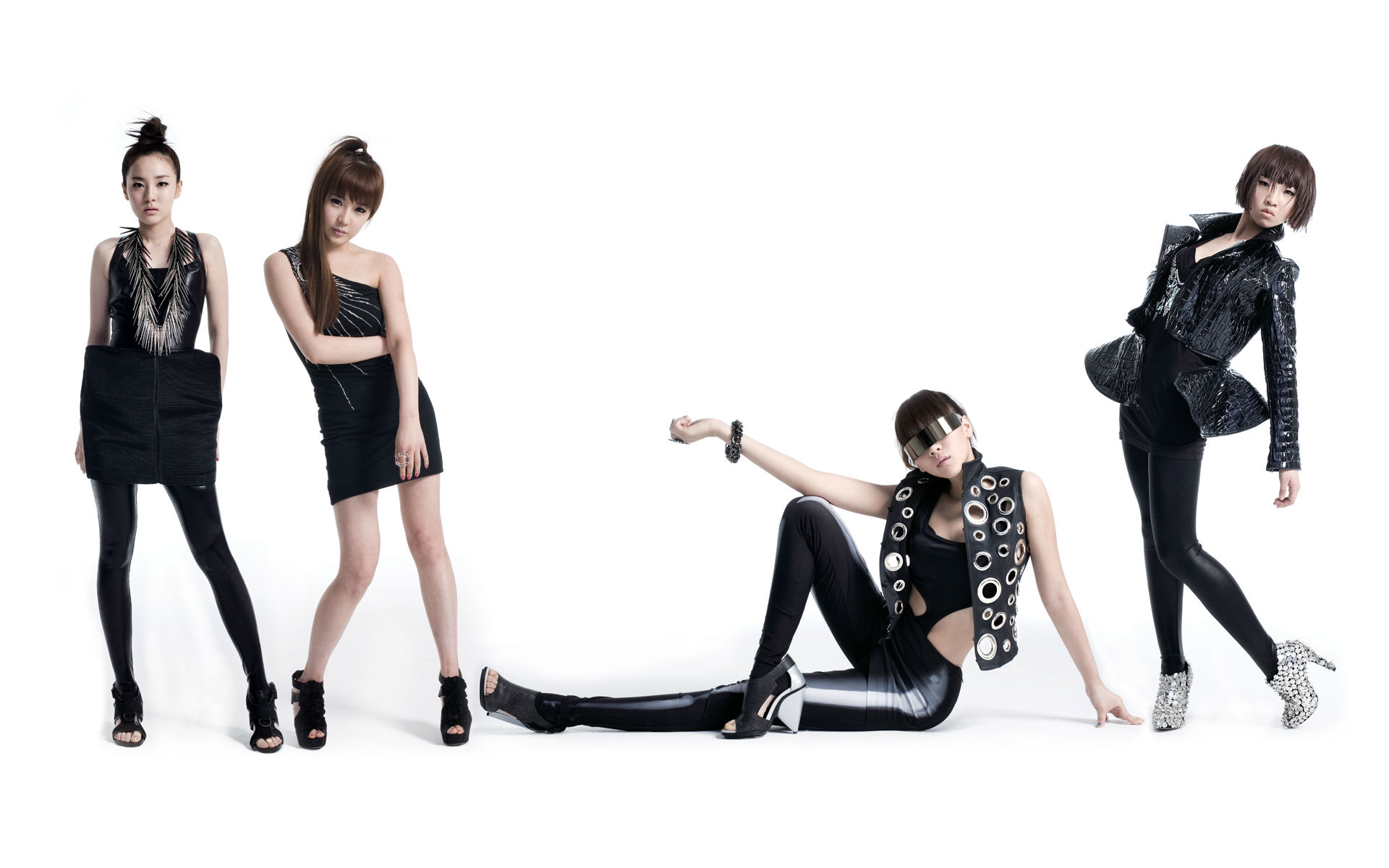
Originalmente la canción fue compuesta para 2NE1 pero no la grabaron debido a la separación del grupo.

A mediados de mayo de 2017, YG Entertainment confirmó que Blackpink estaba trabajando para su regreso a junio, y el 5 de junio se reveló que el grupo estaría filmando el vídeo musical del nuevo sencillo durante esa semana. En el mismo día, el CEO de YG Entertainment, Yang Hyun Suk, publicó una foto de Blackpink en el lugar done se grababa el nuevo vídeo musical, confirmando que Blackpink haría una reaparición en junio, siete meses después del último lanzamiento del grupo Square Two con las canciones «Playing with Fire» y «Stay» en noviembre de 2016. Al día siguiente, el 6 de junio, se anunció que Blackpink probablemente lanzaría la nueva canción entre el 15 de junio y el 20 de junio.
El 13 de junio de 2017, YG Entertainment reveló un teaser del nuevo sencillo y confirmó que la fecha del lanzamiento sería el 22 de junio. Posteriormente, del 16 de junio al 18 de junio, cada uno de los teasers individuales de las integrantes del grupo fueron lanzados. El 19 de junio, el título del sencillo se reveló como «Af Is It's Your Last» (en hangul, 마지막 처럼), y se confirmó que la hora del lanzamiento sería a las 6 p. m. KST del 22 de junio. Se explicó además que esta canción sería una sorpresa para los fanáticos mientras Blackpink se prepara para Square Three, el próximo lanzamiento de la serie Square después de Square Two y Square One.
El 20 de junio, se lanzó un teaser del vídeo musical en el canal oficial de YouTube de Blackpink y en el canal V Live oficial del grupo. Al día siguiente, se lanzó un vídeo detrás de escena, y YG Entertainment anunció que el grupo realizaría un regreso especial en vivo en la V app de Naver a las 8p.m. KST del 22 de junio.
El 22 de junio a las 6p.m., «Af Is It's Your Last» se lanzó en los principales portales de música en Corea del Sur, y su vídeo musical se lanzó en los canales YouTube y V Live de Blackpink. Dentro de las 17 horas después del lanzamiento, el vídeo musical obtuvo más de 11 millones de visitas en YouTube, convirtiéndose en el vídeo musical más rápido en superar los 10 millones de visitas de un grupo de K-pop y romper el récord anterior de BTS, que ganó 10 millones de visitas con «Not Today» en 21 horas. Además, el vídeo musical se convirtió en el segundo vídeo en línea más visto en las primeras 24 horas por un acto coreano, con más de 13,3 millones de visitas dentro de las 24 horas posteriores al lanzamiento, solo siendo superado por «Gentleman» de PSY.
El 24 de junio, se lanzó el dance practice de la canción en el canal V Live de Blackpink.
El 23 de abril de 2021, el vídeo superó las mil millones de visitas, convirtiéndose en el cuarto vídeo musical de Blackpink en lograrlo, empatando con Coldplay como los únicos grupos con 4 videos que superan los mil millones de visitas.

## Composición
«As If It's Your Last» se describe como la canción más emocionante y optimista de Blackpink que han lanzado hasta ahora. La integrante de Blackpink, Jisoo, dijo que el grupo hasta ahora sus canciones solo tenía conceptos «negros» hasta ese momento, y que este nuevo sencillo sería de un concepto «rosa». «As If It's Your Last» fue descrita como una canción de «género mixto de música house, reggae y moombahton», un cambio de sonido comparando sus canciones anteriores.

## Promoción
Blackpink interpretó «As If It's Your Last» en varios programas de música de Corea del Sur en julio. Específicamente, el grupo regresó a los escenarios en Show! Music Core de MBC el 24 de junio. Esa fue la primera aparición del grupo en el programa.

## Rendimiento comercial
En Corea del Sur, la canción debutó en la cuarta posición de Gaon Digital Chart en la semana del 18 al 24 de junio de 2017, con 181 883 descargas vendidas y 2 996 521 streams. En su segunda semana, la canción se posicionó en el tercer lugar de la lista, con 157 224 descargas vendidas y 6 632 012 streams.
En Canadá, la canción debutó en el puesto 45 en Canadian Hot 100 de Billboard en la semana que finalizó el 29 de junio de 2017, su posición más alta en el país desde «Playing with Fire», el cual debutó en el puesto 92 en 2016. En Japón, la canción debutó en el puesto 19 en el Japan Hot 100 de Billboard, convirtiéndose en la posición más alta de Blackpink en el país. La canción se mantuvo en el puesto 19 durante dos semanas en la lista.

## Uso en los medios
La canción y su vídeo musical aparecieron en la película Liga de la justicia.
La canción se escuchó de fondo en el episodio 30 "All In" de la tercera temporada de la serie Amphibia (serie de televisión)

## Reconocimientos

### Premios y nominaciones
| Año  | Evento                       | Premio                                   | Resultado | Ref.   |
| ---- | ---------------------------- | ---------------------------------------- | --------- | ------ |
| 2017 | Annual /r/kpop Awards        | Vídeo musical del año                    | Nominado  | [ 32 ] |
| 2017 | Annual /r/kpop Awards        | Mejor teaser                             | Nominado  | [ 32 ] |
| 2017 | Annual /r/kpop Awards        | Mejor coreografía (dúo o grupo femenino) | Nominado  | [ 32 ] |
| 2017 | International K-Music Awards | Mejor sencillo/miniálbum                 | Ganador   | [ 33 ] |
| 2017 | Korean Updates Awards        | Vídeo musical del año                    | Nominado  | [ 34 ] |
| 2017 | Korean Updates Awards        | Mejor baile del año                      | Nominado  | [ 34 ] |
| 2017 | Melon Music Awards           | Canción del año                          | Nominado  | [ 35 ] |
| 2017 | Melon Music Awards           | Mejor coreografía femenina               | Nominado  | [ 35 ] |
| 2017 | Phillipine Kpop Awards       | Canción del año                          | Nominado  | [ 36 ] |
| 2018 | Golden Disk Awards           | Bonsang digital                          | Ganador   | [ 37 ] |
| 2018 | Golden Disk Awards           | Daesang digital                          | Nominado  | [ 38 ] |
| 2018 | Music Rank Extra Awards      | Mejor vídeo musical del año              | Ganador   | [ 39 ] |
| 2018 | Music Rank Extra Awards      | Mejor baile grupo femenino de K-Pop      | Ganador   | [ 40 ] |
| 2018 | Soompi Awards                | Canción del año                          | Nominado  | [ 41 ] |
| 2018 | Soompi Awards                | Mejor coreografía                        | Nominado  | [ 41 ] |

### Premios en programas de música
| Programa       | Fecha               | Ref.   |
| -------------- | ------------------- | ------ |
| Inkigayo (SBS) | 2 de julio de 2017  | [ 42 ] |
| Inkigayo (SBS) | 9 de julio de 2017  | [ 43 ] |
| Inkigayo (SBS) | 16 de julio de 2017 | [ 44 ] |

### Listados de fin de año
| Publicación | Lista                                                          | Ranking  | Ref.   |
| ----------- | -------------------------------------------------------------- | -------- | ------ |
| CelebMix    | Top 10 K-Pop Songs From 2017                                   | 3.º      | [ 45 ] |
| KultScene   | 25 Best K-Pop Songs of 2017                                    | 6.º      | [ 46 ] |
| Soompi      | 14 K-Pop Songs To Lure In Non K-Pop Listening Friends          | Incluida | [ 47 ] |
| Spotify     | Top K-Pop Tracks of 2021                                       | Incluida | [ 48 ] |
| YouTube     | Top 10 Most-Watched K-Pop Music Videos of 2016 (Outside Korea) | 1.º      | [ 49 ] |
| YouTube     | Top 10 Most-Watched K-Pop Music Videos of 2016 (In Korea)      | 8.º      | [ 50 ] |

### Listados de fin de década
| Publicación | Lista                                    | Ranking | Ref.   |
| ----------- | ---------------------------------------- | ------- | ------ |
| Melon       | Top 100 Songs Of Past Decade (2010–2019) | 50.º    | [ 51 ] |

## Posicionamiento en listas
| Lista (2017)                                    | Mejor posición |
| ----------------------------------------------- | -------------- |
| Australia (ARIA)                                | 30             |
| Canadá (Canadian Hot 100)                       | 45             |
| Corea del Sur (Gaon Digital Chart)              | 3              |
| Corea del Sur (K-Pop Hot 100)                   | 2              |
| Estados Unidos (Bubbling Under Hot 100 Singles) | 13             |
| Estados Unidos (Billboard World Digital Songs)  | 1              |
| Finlandia (Digital Song Sales)                  | 7              |
| Finlandia (OFC)                                 | 5              |
| Francia (SNEP)                                  | 180            |
| Japón (Japan Hot 100)                           | 19             |
| Malasia (RIM)                                   | 4              |
| Nueva Zelanda (RMNZ)                            | 3              |
| Portugal (Single Top 50)                        | 48             |
| Tailandia (Music Weekly)                        | 19             |

| Lista (2017)         | Mejor posición |
| -------------------- | -------------- |
| Corea del Sur (Gaon) | 5              |

| Lista (2017)         | Mejor posición |
| -------------------- | -------------- |
| Corea del Sur (Gaon) | 57             |

| Lista (2017)         | Mejor posición |
| -------------------- | -------------- |
| Corea del Sur (Gaon) | 18             |

## Certificaciones
| País                                               | Organismo certificador | Certificación | Ventas certificadas | Ref.   |
| -------------------------------------------------- | ---------------------- | ------------- | ------------------- | ------ |
| Japón                                              | RIAJ                   | Plata         | 30 000 000*         | [ 68 ] |
| *Cifras de ventas basadas sólo en certificaciones. |                        |               |                     |        |

## Historial de lanzamiento
| País   | Fecha               | Formato                    | Sello                      | Ref.   |
| ------ | ------------------- | -------------------------- | -------------------------- | ------ |
| Varios | 22 de junio de 2017 | Descarga digital streaming | YG Entertainment, KT Music | [ 69 ] |